# 210P/克利斯滕森
210P/克利斯滕森 是一顆軌道週期5.7年的木星族短週期彗星。2003年5月26日艾里克·J·克利斯滕森首度在卡特林那巡天系統發現它，然後在日地關係天文台的影像中再度發現它的回歸，這是太空船首次發現了單一幻影的幽靈彗星。
克利斯滕森在2003年5月26日使用卡特林那巡天系統的0.7米施密特攝星儀發現這顆彗星。這顆彗星的估計星等為14.6等，彗髮直徑估計在10到35弧秒之間，有著微弱的彗尾。進一步的觀測表明，這顆彗星的軌道週期很短。
2008年12月中旬，澳大利亞的彗星獵人Alan Watson在STEREO/SECCHI日球層成像儀（「HI」）HI-1B數據中發現了一顆彗星狀的天體。德國的資深彗星獵人Rainer Kracht在數據中記錄了彗星的幾個位置，並為其生成了一組非常近似的軌道元素。邁克·邁耶注意到這些軌道元素與P/2003 K2的軌道元素相似，這種聯繫得到了布萊恩·馬斯登的證實。這是太空船首次發現一顆幽靈彗星（一顆只被觀測到經過太陽一次的彗星）。這顆彗星於2008年11月31日從地面觀測到，估計星等為11等。
這顆彗星可能起源於主小行星帶，在過去的10,000年裏，一直與木星保持2:1的軌道共振。

## 外部連結
- NASA JPL小天體瀏覽器上的210P/克利斯滕森

| 週期彗星               | 週期彗星        | 週期彗星             |
| ---------------------- | --------------- | -------------------- |
| 前一顆彗星 209P/LINEAR | 210P/克利斯滕森 | 後一顆彗星 211P/Hill |
| 週期彗星列表           |                 |                      |